# Anomalurus pusillus
Anomalurus pusillus là một loài động vật có vú trong họ Anomaluridae, bộ Gặm nhấm. Loài này được Thomas mô tả năm 1887.

## Hình ảnh

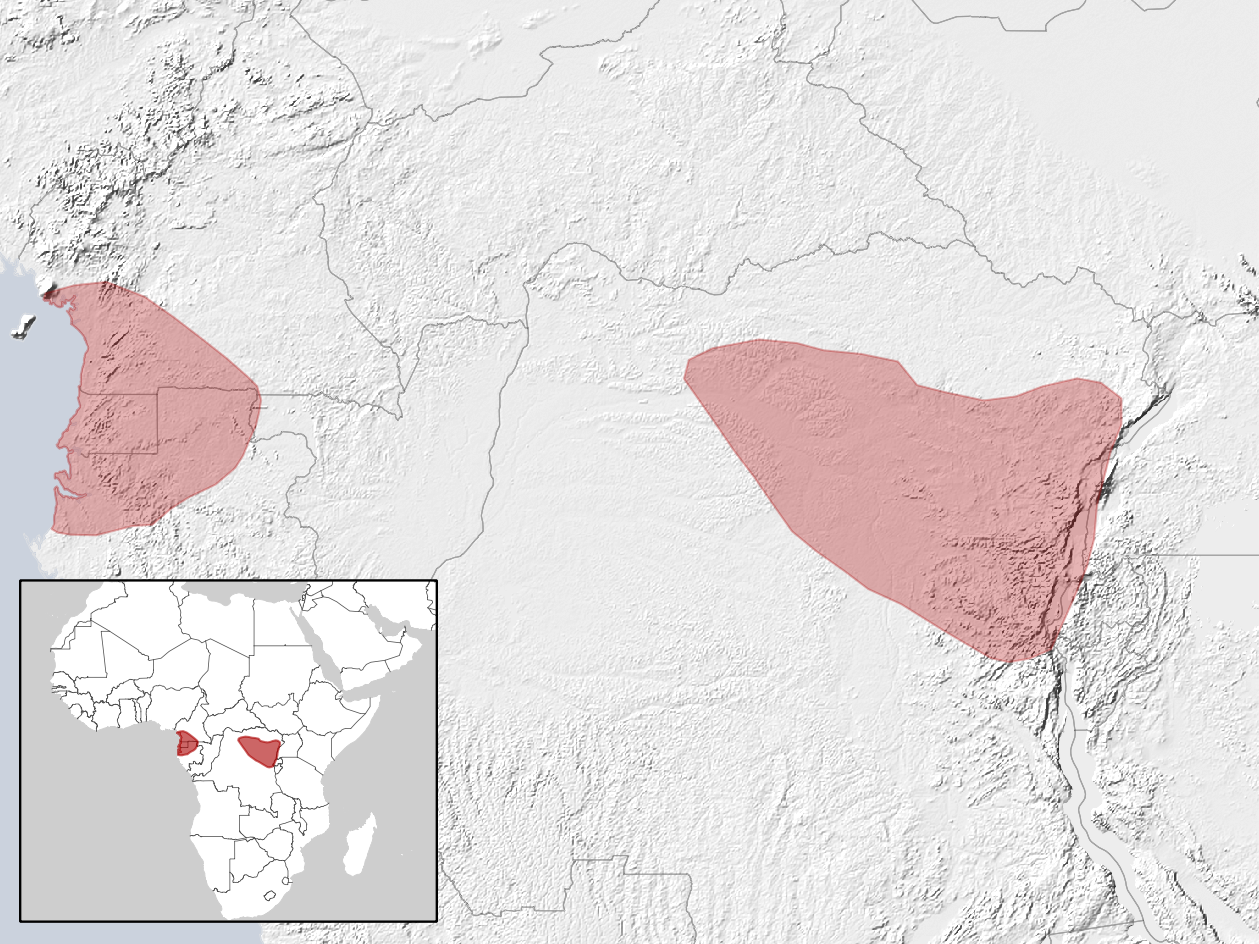